# Bulnes Rucamelen Airport
Bulnes Rucamelen Airport är en flygplats i Chile.   Den ligger i provinsen Provincia de Ñuble och regionen Región del Biobío, i den södra delen av landet, 400 km söder om huvudstaden Santiago de Chile. Bulnes Rucamelen Airport ligger 151 meter över havet.
Terrängen runt Bulnes Rucamelen Airport är platt. Närmaste större samhälle är Bulnes, 13,9 km nordväst om Bulnes Rucamelen Airport.
Trakten runt Bulnes Rucamelen Airport består till största delen av jordbruksmark. Runt Bulnes Rucamelen Airport är det ganska glesbefolkat, med 21 invånare per kvadratkilometer.